# 二连锦鸡儿
二连锦鸡儿（学名：Caragana erenensis）为豆科锦鸡儿属下的一个种。

## 扩展阅读
- 維基物種上的相關：二连锦鸡儿